# Agenția Mondială Antidoping
Agenția Mondială Antidoping (în engleză World Anti-Doping Agency, prescurtat WADA) este o fondație internațională independentă care promovează, coordonează și supraveghează combaterea dopajului în cadrul sportului de performanță. Ea a fost înființată pe 10 noiembrie 1999 la inițiativa Comitetului Olimpic Internațional în cadrul „Declarației de la Lausanne”. Ea are sediul în Montréal, Canada. 
La nivelul național, WADA își deleagă funcțiile Agențiilor Naționale Antidoping (ANAD) și acreditează laboratoare pentru a efectua teste oficiale.

## Informații generale
WADA a fost înființată la 10 noiembrie 1999 la Lausanne, pe baza parității de către Comitetul Olimpic Internațional și guvernele lumii .
Din 2001, sediul WADA se află în Montreal, Canada.
Sloganul agenției este Play True ("Joacă corect").
Organul de conducere este consiliul de fondatori, care cuprinde 38 de membri. Membrii sunt numiți de trei ani și pot fi reales pentru un număr nelimitat de termeni. 18 membri sunt numiți de CIO, dintre care cel puțin patru sunt atleți. Alți 18 membri sunt numiți de organizații interguvernamentale, guverne și alte organe guvernamentale din întreaga lume. 4 membri pot fi numiți de către consiliul fondatorilor la cererea CIO și a autorităților în comun. Începând cu decembrie 2017, 11 membri erau din Europa de Vest, 5 din Europa de Est (inclusiv Serbia), 2 din SUA, 2 din Canada, 2 din Turcia și o serie de alte țări câte un reprezentant .
Președintele WADA este ales de Comitetul fondatorilor din rândul membrilor săi pentru un mandat de trei ani. Actualul președinte al organizației este vicepreședintele CIO, Craig Reedy, fost jucător de badminton și președinte al Asociației Olimpice Britanice.
Principalul document WADA este Codul Mondial Anti-Doping, versiunea actuală a intrat în vigoare în 2015.
Lupta împotriva dopajului este reglementată de Lista Interzisă a Medicamentelor și de Standardele Internaționale de Testare, laboratoare, excepții terapeutice.

## Comitetul executiv
| Desemnare       | Nume                                 | Țară                 |
| --------------- | ------------------------------------ | -------------------- |
| Președintele    | Sir Craig Reedie                     | United Kingdom       |
| Vice-Președinte | Ms. Linda Cathrine Hofstad Helleland | Norvegia             |
| Membri          | Er. Jiří Kejval                      | Cehia                |
| Membri          | Ms. Danka Barteková                  | Slovacia             |
| Membri          | Patrick Baumann                      | Elveția              |
| Membri          | Prof. Dr. Uğur Erdener               | Turcia               |
| Membri          | Dr. Francesco Ricci Bitti            | Italia               |
| Membri          | Dr. Amira El Fadil                   | Sudan                |
| Membri          | Witold Bańka                         | Polonia              |
| Membri          | Marcos Díaz                          | Republica Dominicană |
| Membri          | Toshiei Mizuochi                     | Japonia              |
| Membri          | Onorabilul Grant Robertson           | Noua Zeelandă        |

## Finanțare
În primii doi ani, WADA a primit finanțare din partea Comitetului Olimpic Internațional (18,3 milioane dolari pe an). Acum, CIO finanțează WADA doar jumătate, restul WADA primește de la guvernele lumii. Cinci regiuni ale lumii contribuie anual la următoarele proporții: Europa - 47,5%, America - 29%, Asia - 20,46%, Oceania - 2,54%, Africa - 0,5%.
Bugetul WADA (mii de dolari) 
| Anul | Buget  |
| ---- | ------ |
| 2013 | 28 834 |
| 2014 | 28 892 |
| 2015 | 29 549 |
| 2016 | 29 849 |
| 2017 | 31 329 |

Sursa: WADA

## Rapoarte

### Raportul McLaren
În 2016, profesorul Richard McLaren, un anchetator independent care a lucrat în numele WADA, a publicat a doua parte a raportului său (prima parte a fost publicată în iulie 2016), arătând că mai mult de 1.000 de sportivi ruși în peste 30 de sporturi au fost implicați sau au beneficiat de stat- sponsorizat de dopaj între 2011 și 2015.  Ca urmare a raportului, la mulți sportivi ruși a fost interzis să participe la Jocurile Olimpice de iarnă din 2018. În ciuda dovezilor acceptate pe scară largă, în 2018 WADA și-a ridicat interdicția asupra sportivilor ruși .

## Reguli de localizare
Codul anti-doping a revizuit sistemul de localizare din 2004, conform căruia, începând cu anul 2014, sportivii trebuie să aleagă o oră pe zi, șapte zile pe săptămână, pentru a fi disponibili pentru testele de droguri, fără preîntâmpinare.
Aceasta a fost fără succes contestată de lege în 2009 de Sporta, Uniunea Sportivă Belgiană, argumentând că sistemul a încălcat articolul 8 al Convenției Europene a Drepturilor Omului și FIFPro, grupul internațional de reprezentanți ai sindicatelor jucătorilor de fotbal, bazându-se pe cazul privind protecția datelor și dreptul muncii.
Un număr semnificativ de organizații sportive, guverne, sportivi și alte persoane și organizații și-au exprimat sprijinul pentru cerințele "localizării". Asociația Internațională a Federațiilor de Atletism și UK Sport sunt doi dintre cei mai vocali suporteri ai acestei reguli. Atât FIFA, cât și UEFA au criticat sistemul, referindu-se la preocupările privind confidențialitatea, precum și la BCCI.
WADA a publicat un sondaj care explică rațiunea pentru schimbare.

## Legături externe
- Site-ul oficial